# سید رحمت‌الله اکرمی
سید رحمت‌الله اکرمی (زادهٔ ۱۳۳۹) سیاستمدار و اقتصاددان ایرانی است که از اسفند ۱۴۰۳ تا خرداد ۱۴۰۴ سرپرستی وزارت امور اقتصادی و دارایی را برعهده داشت. او پیش از این معاون وزیر اقتصاد در نظارت مالی و خزانه‌داری کل کشور بود. وی همچنین از شهریور تا آبان ۱۳۹۷ سرپرستی وزارت امور اقتصادی و دارایی را برعهده داشته است.
اکرمی دانش‌آموخته کارشناسی اقتصاد بازرگانی از دانشگاه علامه طباطبایی است و پیش از حضور در وزارت اقتصاد و دارایی، معاونت امور اداری، مالی و منابع انسانی سازمان مدیریت و برنامه‌ریزی کشور را برعهده داشت.

## فعالیت‌ها
اکرمی از سال ۱۳۸۷ در سمت خزانه‌دار کشور در وزارت امور اقتصادی و دارایی مشغول به فعالیت است و در تمام دولت‌ها حضور داشته است. او در مدیریت جریان نقدینگی دولت، تأمین مالی پروژه‌ها، تغییرات در سیستم خزانه‌داری، اصلاح نظام مالیاتی، و اجرای قوانین مالی نقش ایفا کرده است.
اکرمی در دو دوره به عنوان سرپرست وزارت امور اقتصادی و دارایی منصوب شده است؛ یک بار در شهریور تا آبان ۱۳۹۷ و بار دیگر از اسفند ۱۴۰۳ تا سه ماه آینده پس از استیضاح عبدالناصر همتی. او در دوره دوم سرپرستی با چالش‌هایی همچون مدیریت بازارها، کنترل تورم، و نظارت بر بخش خصوصی روبرو بود.
از دیگر اقدامات او می‌توان به توسعه سامانه‌های مدیریت مالی، حرکت به سمت خزانه‌داری الکترونیک، و نظارت بر اجرای بودجه کشور اشاره کرد. او همچنین بر اهمیت استفاده بهینه از دارایی‌های دولت تأکید داشته و انتقاداتی نسبت به عدم مولدسازی این دارایی‌ها مطرح کرده است.